# Pardosa selengensis
Pardosa selengensis este o specie de păianjeni din genul Pardosa, familia Lycosidae. A fost descrisă pentru prima dată de Odenwall, 1901. Conform Catalogue of Life specia Pardosa selengensis nu are subspecii cunoscute.